# 사라토프 항공

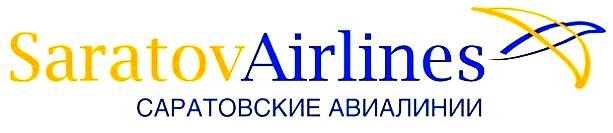
사라토프 항공 로고

사라토프 항공(러시아어: Саратовские авиалинии)은 러시아의 항공사이다. 사라토프에 본사가 있으며, 사라토프 공항으로부터 러시아 각 도시에 노선을 중심으로 여객 편을 운항하고 있다. 1931년 아에로플로트 산하의 'Saratov United Air Squad'라는 이름으로 설립되었다. 2013년까지 사라비아(러시아어: Саравиа)라는 이름이였다.
2015년 10월 14일 러시아 항공 당국은 보안 규정을 위반한 사라토프 항공을 제재했다. 따라서 이 항공사는 2015년 10월 26일부터 러시아 이외의 지역으로 항공편을 운항할 수 없었다. 그러나 2016년 5월부터 다시 항공사는 국제선을 재개했다.